# Добеле
Добеле (латис. Dobele) — місто, адміністративний центр Добельського району. Населення — 10 827 чоловік (2006). Розташоване в Земгале, майже в центрі Латвії, на березі ріки Берзе.

## Назва
- Добеле (латис. Dobele;  вимова)
- Доблен (нім. Doblen)

## Географія
Розташоване в центрі Латвії, на березі річки Берзе.

## Історія
Назва міста Доблен згадується в історичних джерелах вже з 1254 року, але ще до цього вже існувала перша, дерев'яна фортеця, яку спалили за часів Ливонськой війни (1558—1583), і на її місці вже Ливонським орденом була зведена друга, кам'яна фортеця, при якій утворилося невелике ремісниче селище. Руїни фортеці збереглися до наших днів і зараз ведуться роботи по її реконструкції. У 1495 році почалося будівництво церкви, при ній же утворилася торгова площа. У XVII столітті, під час правління Герцога Якова тут побудували водяний млин і лісопилку, сушарку льону, а в 1929 році через Добеле проклали залізничну лінію Єлгава (Мітава) — Лієпая (Лібава).

## Населення
Латиші становлять 75,5 % від загальної кількості жителів, на другому місці за чисельністю росіяни — 14 %, потім білоруси — 3,3 %, литовці — 2,3 %, українці — 1,8 %, поляки — 1,5 % і інші національності — 1,6 %.

## Економіка
У Добеле розташовані підприємства:
- млини «Добелес дзірнавнієкс»,
- хімічний завод «Сподріба»,
- завод свічок «Baltic Candles».

Досі в Добеле діє Латвійський Землеробський Інститут, добре розвинені засоби зв'язку, практично до кожного будинку проведений інтернет, є філії п'яти банків.

## Освіта
У місті діють п'ять загальноосвітніх шкіл (включаючи державну гімназію), чотири дитячі сади, музична школа і школа образотворчих мистецтв, професійно-технічне училище.

## Міста-побратими
- Брянськ —  Росія